# Берро, Изабель
Изабель Берро-Амадей (фр. Isabelle Berro-Amadeï; род. 24 октября 1965, Монако) — юрист, дипломат и государственный деятель Монако. Министр иностранных дел Монако с 2022 года. Временно исполняющая обязанности государственного министра (2025).

## Биография
Родилась 24 октября 1965 года в Монако. Окончила Университет Ниццы — Софии Антиполис и Французскую национальную школу юриспруденции.
С 27 июня 2006 года по 1 августа 2015 года Берро являлась судьёй Европейского суда по правам человека от Монако. В 2016 году она была назначена послом Монако в Германии, Австрии и Польше.
17 января 2022 года назначена министром иностранных дел при государственном министре Пьере Дарту. С 10 января 2025 года она исполняла обязанности государственного министра Монако после того, как Дидье Гийом был госпитализирован для прохождения лечения и 17 января скончался.